# Martini in the morning
Martini In The Morning es una emisora de radio por internet con sede en Los Ángeles. 
Martini in the Morning emite música de artistas como Hoagy Carmichael, Cole Porter, Irving Berlin, Rodgers and Hammerstein, Johnny Mercer, Henry Mancini, Jimmy McHugh, Dorothy Fields, Fats Waller, Jerome Kern, Sammy Cahn, Jimmy Van Heusen, y de muchos otros, cantados por grandes artistas conocidos como Ella Fitzgerald, Frank Sinatra, Dean Martin, Sammy Davis Jr, Billie Holiday, Bobby Darin, Dinah Washington así como "crooners" modernos de la talla de Steve Tyrell, Tony Bennett, Diana Krall, Michael Bublé, Michael Feinstein y también de músicos de pop/rock y R&como Sting, Paul McCartney, Rod Stewart, Queen Latifah y Lady Gaga entre otros.